# نادين أشرف
نادين أشرف (1 أبريل 1993 - ) لاعبة كرة الريشة من مصر.

## روابط خارجية
- نادين أشرف على موقع BWF.tournamentsoftware.com (الإنجليزية)
- نادين أشرف على موقع BWFbadminton.com (الإنجليزية)